# Pueblo Nuevo (Córdoba)
Pueblo Nuevo é um município da Colômbia, localizado no departamento de Córdoba.